# Huajicori
Huajicori, es la cabecera municipal del municipio de Huajicori, en el estado mexicano de Nayarit.

## Características Generales

### Demografía
En el censo de 1980, registró una población de 1.425 habitantes; pasando en 1990, a 2.060; en 1995, a 2.201; y, en 2000, a 2.351 habitantes.

### Geografía
- Altitud: 69 metros.
- Latitud: 22° 38' 17" N
- Longitud: 105° 19' 09" O

Uno de los lugares más visitados por el turismo nacional e internacional son las aguas termales que se encuentran ubicadas a tres kilómetros de la cabecera municipal. Otro lugar turístico visitado es la pila de los monos donde se encuentra un nacimiento de agua natural y se encuentran en este lugar jeroglíficos que datan desde varios siglos. También se encuentran las comunidades indígenas que son visitadas por turismo internacional por su cultura y tradición como: La Murallita, San Andrés Milpillas, Quiviquinta y Cucharas lugares que se encuentran en la sierra del municipio a varios kilómetros.

### Clima
| Parámetros climáticos promedio de Huajicori | Parámetros climáticos promedio de Huajicori | Parámetros climáticos promedio de Huajicori | Parámetros climáticos promedio de Huajicori | Parámetros climáticos promedio de Huajicori | Parámetros climáticos promedio de Huajicori | Parámetros climáticos promedio de Huajicori | Parámetros climáticos promedio de Huajicori | Parámetros climáticos promedio de Huajicori | Parámetros climáticos promedio de Huajicori | Parámetros climáticos promedio de Huajicori | Parámetros climáticos promedio de Huajicori | Parámetros climáticos promedio de Huajicori | Parámetros climáticos promedio de Huajicori |
| Mes                                         | Ene.                                        | Feb.                                        | Mar.                                        | Abr.                                        | May.                                        | Jun.                                        | Jul.                                        | Ago.                                        | Sep.                                        | Oct.                                        | Nov.                                        | Dic.                                        | Anual                                       |
| ------------------------------------------- | ------------------------------------------- | ------------------------------------------- | ------------------------------------------- | ------------------------------------------- | ------------------------------------------- | ------------------------------------------- | ------------------------------------------- | ------------------------------------------- | ------------------------------------------- | ------------------------------------------- | ------------------------------------------- | ------------------------------------------- | ------------------------------------------- |
| Temp. máx. abs. (°C)                        | 38                                          | 39                                          | 41                                          | 44                                          | 43                                          | 43                                          | 42                                          | 42                                          | 41                                          | 42                                          | 40                                          | 44.5                                        | 44.5                                        |
| Temp. máx. media (°C)                       | 31.5                                        | 32.3                                        | 34                                          | 35.4                                        | 36.9                                        | 36.9                                        | 35.5                                        | 34.7                                        | 34.6                                        | 34.6                                        | 33.4                                        | 31.9                                        | 34.3                                        |
| Temp. media (°C)                            | 22.8                                        | 23.1                                        | 24.6                                        | 25.9                                        | 28.1                                        | 29.7                                        | 28.8                                        | 28.4                                        | 28.4                                        | 27.9                                        | 25.5                                        | 23.4                                        | 26.4                                        |
| Temp. mín. media (°C)                       | 14                                          | 13.9                                        | 15.2                                        | 16.3                                        | 19.2                                        | 22.5                                        | 22.2                                        | 22.1                                        | 22.3                                        | 21.1                                        | 17.5                                        | 14.9                                        | 18.4                                        |
| Temp. mín. abs. (°C)                        | 1                                           | 1                                           | 4.5                                         | 3                                           | 9                                           | 8                                           | 14                                          | 16                                          | 12                                          | 12                                          | 7                                           | 1.5                                         | 1                                           |
| Precipitación total (mm)                    | 23                                          | 11                                          | 4                                           | 2                                           | 5                                           | 107                                         | 343                                         | 399                                         | 348                                         | 80                                          | 26                                          | 21                                          | 1368                                        |
| Días de precipitaciones (≥ 1 mm)            | 1.5                                         | 0.9                                         | 0.4                                         | 0.3                                         | 0.3                                         | 6.1                                         | 17.4                                        | 18.5                                        | 15.8                                        | 4.3                                         | 1.4                                         | 1.9                                         | 68.8                                        |
| Horas de sol                                | 11.3                                        | 11.8                                        | 12.4                                        | 13.1                                        | 13.6                                        | 13.9                                        | 13.8                                        | 13.3                                        | 12.6                                        | 12                                          | 11.4                                        | 11.2                                        | 12.5                                        |
| Fuente: Weatherbase 2 de enero de 2024      |                                             |                                             |                                             |                                             |                                             |                                             |                                             |                                             |                                             |                                             |                                             |                                             |                                             |